# Gunnar Nilsson Memorial Trophy
Die Gunnar Nilsson Memorial Trophy war eine Automobilsportveranstaltung im britischen Donington Park, die 1979 zu Ehren des im Herbst 1978 verstorbenen Rennfahrers Gunnar Nilsson durchgeführt wurde. An ihr nahmen ausnahmslos Formel-1-Autos teil, sie zählte jedoch nicht zur Formel-1-Weltmeisterschaft. Die Gunnar Nilsson Memorial Trophy war der letzte Wettbewerb, bei dem der sogenannte Staubsauger-Brabham fuhr, und es war zugleich die letzte Veranstaltung, an der der frühere Formel-1-Weltmeister James Hunt während seiner aktiven Fahrerzeit teilnahm.

## Hintergrund

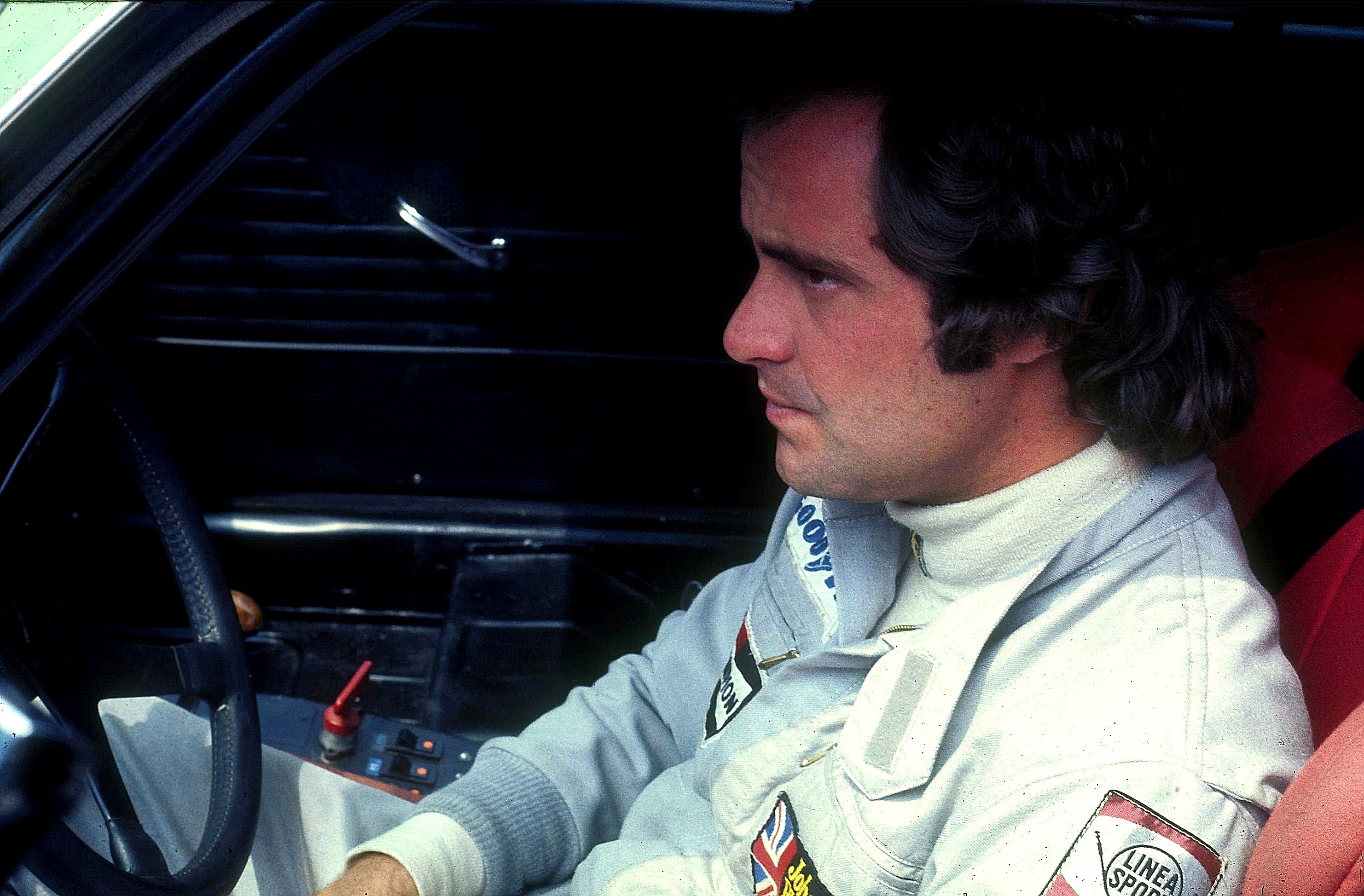
Gunnar Nilsson

Der schwedische Rennfahrer Gunnar Nilsson, britischer Formel-3-Meister des Jahres 1975, startete 1976 und 1977 für das Team Lotus in der Formel 1. In dieser Zeit fuhr er fünf Podiumsplatzierungen ein, darunter einen Sieg beim Großen Preis von Belgien 1977. Für die Saison 1978 unterschrieb Nilsson einen Vertrag bei Arrows, konnte dort aber nicht mehr fahren, da bei ihm zum Jahreswechsel 1977/78 eine Krebserkrankung diagnostiziert worden war. Im Laufe des Jahres 1978 unterzog sich Nilsson verschiedener Therapien, die allerdings keine Heilung brachten. In den letzten Monaten arbeitete er an der Gunnar Nilsson Cancer Treatment Campaign und dem Gunnar Nilsson Cancer Fund, ein mit dem Londoner Charing Cross Hospital in Verbindung stehendes Fundraising-Programm, das Mittel für die Krebsforschung bereitstellen sollte. Nilsson starb fünf Wochen nach dem Unfalltod von Ronnie Peterson, mit dem er befreundet gewesen war.
Zum Gedenken an Gunnar Nilsson organisierte der British Racing Drivers’ Club mit der Gunnar Nilsson Memorial Trophy eine Gedächtnisveranstaltung, die den Zweck hatte, Mittel für Gunnar Nilssons Forschungsfond zu beschaffen. Diese fand am 3. Juni 1979 statt. Austragungsort war die Rennstrecke im mittelenglischen Donington Park. Die Gunnar Nilsson Memorial Trophy war in ein Rahmenprogramm aus mehreren anderen Rennen und Showveranstaltungen eingebettet, unter ihnen ein nicht zur Meisterschaft zählendes Rennen der Procar-Serie, und sollte den Höhepunkt des Tages darstellen.
Ursprünglich war vorgesehen, ein echtes Rennen für Formel-1-Wagen durchzuführen. Die FIA verweigerte jedoch ihre Zustimmung, so dass stattdessen nur ein Einzelzeitfahren durchgeführt werden konnte.

## Ablauf

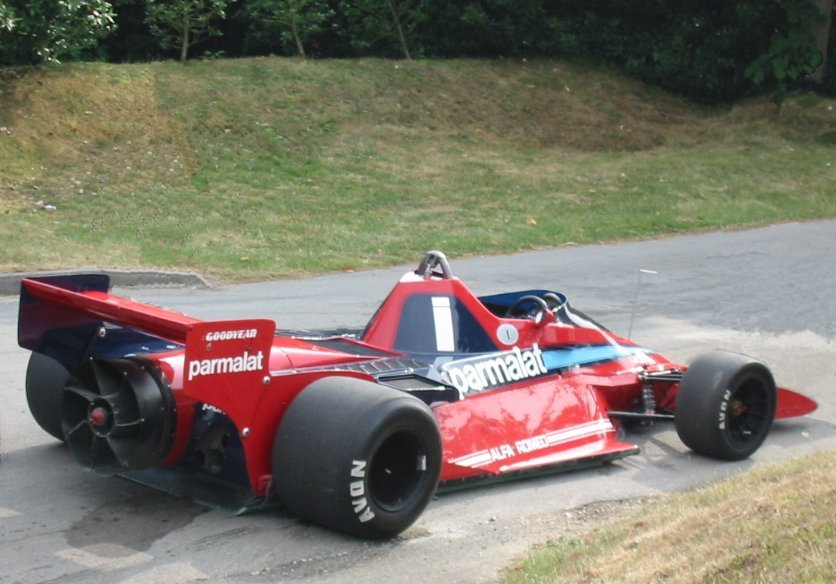
In Donington letztmals bei einem Wettbewerb im Einsatz: „Staubsauger“-Brabham BT46B.

Zur Gunnar Nilsson Memorial Trophy traten fünf Fahrer an. Zu ihnen gehörten mit Mario Andretti der amtierende und mit James Hunt ein ehemaliger Formel-1-Weltmeister. Im Vorfeld hatten zahlreiche Formel-1-Werksteams und daneben auch einige Rennställe zugesagt, die an der Aurora-AFX-Formel-1-Serie teilnahmen; viele von ihnen zogen sich allerdings nach und nach zurück, sodass letztlich nur noch fünf Autos am Wettbewerb teilnahmen: Die Werksteams von Arrows, Brabham, Lotus, Williams und Walter Wolf Racing stellten jeweils ein Auto, wobei Brabham den als „Staubsauger“ bekannt gewordenen BT46B von 1978 an den Start brachte, der bei Weltmeisterschaftsläufen nicht mehr teilnehmen durfte. Kontinentaleuropäische Teams starteten überhaupt nicht.
Die Gunnar Nilsson Memorial Trophy wurde als Einzelzeitfahren durchgeführt. Jeder Fahrer hatte fünf Runden; die beste Zeit wurde gewertet. Gestartet wurde in der umgekehrten Reihenfolge des Trainingsergebnisses, d. h. der Trainingslangsamste ging als erster auf die Strecke.
Die schnellste Rundenzeit legte Alan Jones im Williams FW07 zurück, Zweiter wurde James Hunt. Nach dem Ende der Veranstaltung erklärte James Hunt seinen unverzüglichen Rückzug aus dem aktiven Motorsport. Er hatte den Entschluss bereits früher gefasst, hatte die Veröffentlichung aber bis zum Abschluss der Gunnar Nilsson Memorial Trophy zurückgehalten.

## Ergebnisse
| Pos. | Fahrer         | Fahrzeug                 | Zeit        |
| ---- | -------------- | ------------------------ | ----------- |
| 01   | Alan Jones     | Williams FW07-Cosworth   | 1:01,37 min |
| 02   | James Hunt     | Wolf WR8-Cosworth        | 1:02,54 min |
| 03   | Mario Andretti | Lotus 79-Cosworth        | 1:02,67 min |
| 04   | Nelson Piquet  | Brabham BT46B-Alfa Romeo | 1:03,61 min |
| 05   | Rupert Keegan  | Arrows A1B-Cosworth      | 1:05,09 min |

## Rahmenprogramm
Als Rahmenprogramm zu dem Formel-1-Rennen fand ein meisterschaftsfreier Lauf der Procar-Serie statt, das Nelson Piquet gewann. Daneben wurde ein vom Royal Automobil Club organisiertes Formel-3-Rennen mit dem Titel RAC FOCA Trophy 1979 durchgeführt, das zu keiner Meisterschaft gehörte. Sieger war Michael Roe vor Roberto Guerrero und John Bright.